# Ядро (теория категорий)
Ядро в теории категорий — категорный эквивалент ядра гомоморфизма из общей алгебры; интуитивно, ядро морфизма {\displaystyle f\colon X\to Y} — это «наиболее общий» морфизм {\displaystyle k\colon K\to X}, после которого применение {\displaystyle f} даёт нулевой морфизм.

## Определение
Пусть {\displaystyle {\mathcal {C}}} — категория с нулевыми морфизмами. Тогда ядро морфизма {\displaystyle f\colon X\to Y} — это уравнитель его и нулевого морфизма {\displaystyle 0\colon X\to Y}. Более явно, выполняется следующее универсальное свойство:
Ядро {\displaystyle f\colon X\to Y} — это морфизм {\displaystyle k\colon K\to X}, такой что:
- {\displaystyle f\circ k} — нулевой морфизм из {\displaystyle K} в {\displaystyle Y}:

- для любого морфизма {\displaystyle k'\colon K'\to X}, такого что {\displaystyle f\circ k'} — нулевой, существует единственный морфизм {\displaystyle u\colon K'\to K}, такой что {\displaystyle k\circ u=k'}:

## Примеры
Во многих категориях это определение ядра совпадает с обычным: если {\displaystyle f\colon X\to Y} — гомоморфизм групп или модулей, то ядро в категорном смысле — это вложение ядра в алгебраическом смысле в прообраз.
Однако в категории моноидов ядра в категорном смысле аналогичны ядрам групп, поэтому определение ядра в теории моноидов немного отличается. В категории колец, наоборот, ядер в категорном смысле не существует вовсе, так как не существует нулевых морфизмов. Интерпретировать ядра моноидов и колец в теории категорий можно при помощи концепции пар ядер.

## Связь с другими категорными понятиями
Двойственное к ядру понятие — коядро, то есть ядро морфизма — это его коядро в двойственной категории, и наоборот.
Каждое ядро, как и любой другой уравнитель, является мономорфизмом. Обратно, мономорфизм называется нормальным, если он является ядром другого морфизма. Категория называется нормальной, если любой мономорфизм в ней нормален.
В частности, абелевы категории являются нормальными. В этой ситуации, ядро коядра морфизма называется его образом. При этом каждый мономорфизм является своим собственным образом.